# José Riasco
José Alexander Riasco Brizuela (Ciudad Guayana, Venezuela; 2 de febrero de 2004) es un futbolista venezolano que juega como delantero en Carabobo Fútbol Club de la Primera División de Venezuela.

## Trayectoria
Riasco firmó con el Philadelphia Union en 2022 por una tarifa de un millón de dólares desde el Deportivo La Guaira Fútbol Club, club con el que debutó en Venezuela en 2021.

## Selección nacional
Fue citado al Campeonato Sudamericano Sub-20 de 2023.

## Estadísticas
Actualizado al último partido disputado el 25 de septiembre de 2022
| Club                                 | Div.          | Temporada     | Liga  | Liga  | Copas nacionales | Copas nacionales | Copas internacionales | Copas internacionales | Total | Total |
| Club                                 | Div.          | Temporada     | Part. | Goles | Part.            | Goles            | Part.                 | Goles                 | Part. | Goles |
| ------------------------------------ | ------------- | ------------- | ----- | ----- | ---------------- | ---------------- | --------------------- | --------------------- | ----- | ----- |
| Deportivo La Guaira · Venezuela      | 1.ª           | 2021          | 23    | 5     | —                | —                | 1                     | 0                     | 24    | 5     |
| Deportivo La Guaira · Venezuela      | Total club    | Total club    | 23    | 5     | 0                | 0                | 1                     | 0                     | 24    | 5     |
| Philadelphia Union II Estados Unidos | 3.ª           | 2022          | 16    | 3     | —                | —                | —                     | —                     | 16    | 3     |
| Philadelphia Union II Estados Unidos | Total club    | Total club    | 26    | 3     | 0                | 0                | 0                     | 0                     | 16    | 3     |
| Total carrera                        | Total carrera | Total carrera | 39    | 8     | 0                | 0                | 1                     | 0                     | 40    | 8     |